# 28 września
28 września jest 271. (w latach przestępnych 272.) dniem w kalendarzu gregoriańskim. Do końca roku pozostaje 94 dni.

## Święta
- Imieniny obchodzą: Alodiusz, Amalia, Bernardyn, Eksuperiusz, Jan, Laurencjusz, Marek, Myślibor, Myślibora, Salomon, Sylwin, Sylwina, Tymon, Wacław, Wacława, Więcesław, Więcesława i Wawrzyniec.
- Czechy:
  - Święto Państwowości Czeskiej
  - Dzień św. Wacława, patrona Czech
- Międzynarodowe – Światowy Dzień Wścieklizny
- Tajwan – Dzień Nauczyciela i Urzędnika – (dzień urodzin Konfucjusza)
- Wspomnienia i święta w Kościele katolickim[1][2] obchodzą:
  - bł. Bernardyn z Feltre (prezbiter)
  - św. Eustochium (Julia)
  - św. Faust z Riez (biskup)
  - św. Magdalena z Nagasaki (męczennica)
  - św. Saloniusz (Salomon) z Genewy (biskup)
  - św. Szymon de Rojas (zakonnik)
  - św. Wacław Czeski

## Wydarzenia w Polsce
- 1440 – Król Władysław III Warneńczyk nadał prawo magdeburskie Ratnu (obecnie Ukraina).
- 1457 – Wojna trzynastoletnia: w nocy z 27 na 28 września wojska krzyżackie wkroczyły do Malborka i rozpoczęły oblężenie zamku.
- 1461 – W kaplicy Trójcy Świętej katedry wawelskiej odbył się pogrzeb królowej Zofii Holszańskiej.
- 1466 – Wojna trzynastoletnia: wojska polskie zdobyły Chojnice.
- 1591 – Włoski podróżnik Jan Bernard Bonifacio, w zamian za dożywocie w Domu Profesorów, przekazał Gdańskowi swój księgozbiór uratowany ze statku zatopionego 25 sierpnia.
- 1618 – Nierozstrzygnięta polsko-tatarska bitwa pod Oryninem.
- 1633 – W Stargardzie otwarto protestancką szkołę średnią Collegium Groeningianum.
- 1651 – Zawarto ugodę polsko-kozacką w Białej Cerkwi kończącą powstanie Chmielnickiego.
- 1794 – Insurekcja kościuszkowska: rozpoczęła się bitwa pod Łabiszynem.
- 1849 – Łukasz Baraniecki został mianowany arcybiskupem metropolitą lwowskim.
- 1865 – W Teatrze Wielkim w Warszawie odbyła się prapremiera opery Straszny dwór z muzyką Stanisława Moniuszki i librettem Jana Chęcińskiego, po której doszło do wielkiej manifestacji patriotycznej.
- 1878 – W Krakowie pokazano publicznie obraz Bitwa pod Grunwaldem pędzla Jana Matejki.
- 1893 – W Krakowie ukazało się pierwsze wydanie dziennika „Głos Narodu”.
- 1901 – Otwarto Teatr Wielki w Łodzi.
- 1902 – W Sanoku odsłonięto pomnik Tadeusza Kościuszki.
- 1919 – W Poznaniu z inicjatywy czasopisma lotniczego Polska Flota Napowietrzna odbyły się pierwsze w wolnej Polsce zawody i pokazy lotnicze z udziałem kilku tysięcy widzów.
- 1920 – Wojna polsko-bolszewicka: stoczono bitwę pod Krwawym Borem.
- 1929 – Zainaugurowało działalność Państwowe Konserwatorium Muzyczne w Katowicach.
- 1933 – W obawie przed represjami wyjechali do Czechosłowacji czołowi działacze Stronnictwa Ludowego: Wincenty Witos, Władysław Kiernik i Kazimierz Bagiński.
- 1939 – Kampania wrześniowa:
  - Skapitulowała Warszawa.
  - III Rzesza i ZSRR dokonały, wbrew prawu międzynarodowemu, wytyczenia granicy niemiecko-sowieckiej na okupowanym wojskowo terytorium Polski.
  - Rozpoczęła się bitwa pod Szackiem.
  - Rozpoczęły się niemieckie masowe egzekucje Polaków i Żydów w Tryszczynie koło Bydgoszczy.
  - Ukraińscy bojówkarze zamordowali w Mokranach na Polesiu 2 polskich oficerów i 16 podoficerów.
  - Zbrodnia w Zakroczymiu dokonana przez Niemców po kapitulacji Twierdzy Modlin na 500 polskich jeńcach i 100 cywilach.
- 1943 – Armia Krajowa zniszczyła pociąg między stacjami Piaseczno i Zalesie Górne.
- 1944 – 59. dzień powstania warszawskiego: od tego dnia punktami oporu powstańczego były Żoliborz i Śródmieście.
- 1946 – 21 osób zginęło, a ponad 40 odniosło obrażenia w katastrofie kolejowej, do której doszło na stacji Łódź Kaliska.
- 1947 – Stanisław Grzelak wygrał 6. Tour de Pologne.
- 1953:
  - Po aresztowaniu prymasa Stefana Wyszyńskiego przewodnictwo w Konferencji Episkopatu Polski przejął, na żądanie władz Polskiej Rzeczypospolitej Ludowej, biskup łódzki Michał Klepacz.
  - Koło Tarnobrzega odkryto złoża siarki.
- 1958 – W katedrze wawelskiej Karol Wojtyła otrzymał sakrę biskupią z rąk arcybiskupa Eugeniusza Baziaka.
- 1978 – Arcybiskup metropolita krakowski kardynał Karol Wojtyła dokonał otwarcia dzisiejszego Muzeum Katedralnego im. Jana Pawła II na Wawelu.
- 1990 – Wystartowało Radio Zet (jako Radio Gazeta) – druga po RMF FM komercyjna stacja radiowa w Polsce.
- 1991 – Sejm RP przyjął ustawy: o lasach i o Urzędzie Kontroli Skarbowej.
- 1999 – Utworzono Stobrawski Park Krajobrazowy.
- 2001 – Premiera filmu Cześć Tereska w reżyserii Roberta Glińskiego.
- 2023 – Na terenie Cytadeli Warszawskiej otwarto nową siedzibę Muzeum Historii Polski.

## Wydarzenia na świecie

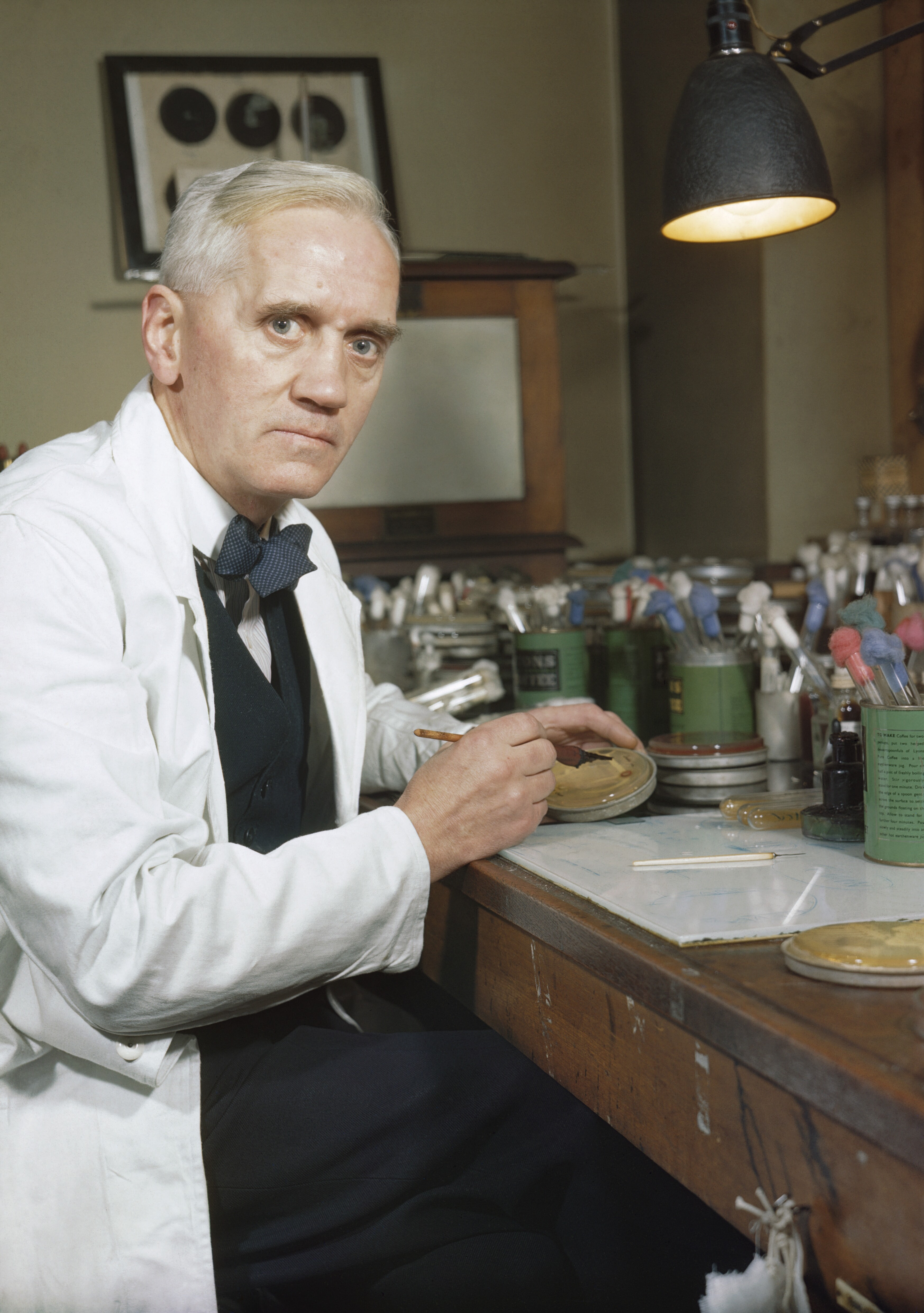
Alexander Fleming – odkrywca penicyliny G

- 480 p.n.e. – II wojna perska: flota grecka pod dowództwem Temistoklesa pokonała Persów w bitwie pod Salaminą.
- 48 p.n.e. – Gnejusz Pompejusz został zamordowany z polecenia władcy Egiptu Ptolemeusza XIII.
- 351 – Cesarz rzymski Konstancjusz II pokonał Magnencjusza w bitwie pod Mursją.
- 365 – Podczas rozruchów w Konstantynopolu uzurpator Prokopiusz ogłosił się cesarzem rzymskim.
- 935 – (lub 929) Książę Czech Wacław I Święty został zamordowany w mieście Stará Boleslav na polecenie swego młodszego brata Bolesława I Srogiego, który zajął jego miejsce.
- 995 – Przemyślidzi i Wrszowcy dokonali rzezi czeskiego rodu Sławnikowiców, z którego wywodził się św. Wojciech.
- 1066 – Wilhelm I Zdobywca wraz ze swą armią wylądował w Anglii. Rozpoczęła się inwazja Normanów.
- 1106 – Król Anglii Henryk I Beauclerc pokonał księcia Normandii Roberta II Krótkoudego w bitwie pod Tinchebray.
- 1198 – Zwycięstwo wojsk angielskich nad francuskimi w bitwie pod Gisors.
- 1238 – Rekonkwista: król Aragonii Jakub I Zdobywca wyzwolił Walencję spod panowania arabskiego.
- 1302 – Mamelucy zdobyli wyspę Arwad u wybrzeży Syrii, ostatnią twierdzę templariuszy w Ziemi Świętej.
- 1322 – Zwycięstwo wojsk bawarskich nad austriackimi w bitwie pod Mühldorfem.
- 1362 – W okresie tzw. niewoli awiniońskiej wybrano na papieża francuskiego benedyktyna Guillaume de Grimoarda, który przyjął imię Urban V.
- 1394 – Dokonano wyboru antypapieża Benedykta XIII.
- 1421 – Przyszły król Niemiec, Węgier i Chorwacji Albrecht Habsburg poślubił Elżbietę Luksemburską.
- 1448 – Chrystian I Oldenburg został koronowany na króla Danii.
- 1538 – I wojna austriacko-turecka: zwycięstwo Turków w bitwie morskiej pod Prewezą.
- 1542 – Juan Rodríguez Cabrillo jako pierwszy Europejczyk dotarł do Kalifornii.
- 1624 – Car Rosj Michał I Romanow poślubił Marię Dołgoruką.
- 1705 – 121 osób zginęło w pożarze schroniska dla pielgrzymów na Svatým Kopečku w czeskim Ołomuńcu.
- 1708 – Wojna o sukcesję hiszpańską: zwycięstwo wojsk angielsko-austriacko-holenderskich nad francuskimi w bitwie pod Wijendaal.
- 1748 – Cyryl V został patriarchą Konstantynopola.
- 1781 – Wojna o niepodległość Stanów Zjednoczonych: wojska amerykańskie i francuskie rozpoczęły oblężenie Yorktown w Wirginii.
- 1823 – Kardynał Annibale Sermattei della Genga został wybrany na papieża i przyjął imię Leon XII.
- 1842 – Papież Grzegorz XIV erygował diecezję San Salvador.
- 1846 – Przyszły książę Monako Karol III Grimaldi ożenił się w Brukseli z Antoinette de Merode.
- 1864 – W Londynie została utworzona I Międzynarodówka.
- 1867 – Toronto zostało stolicą kanadyjskiej prowincji Ontario.
- 1870 – Wojna francusko-pruska: kapitulacja Strasburga.
- 1876 – Kanadyjski astronom James Craig Watson odkrył planetoidę (168) Sibylla.
- 1893:
  - W Paragwaju została założona utopijna osada australijskich socjalistów – Nowa Australia.
  - Założono portugalski klub sportowy FC Porto.
- 1895 – W Grave w Holandii założono zgromadzenie zakonne Misjonarze Świętej Rodziny.
- 1901:
  - King Camp Gillette założył w Bostonie firmę Gillette.
  - Wojna filipińsko-amerykańska: zwycięstwo wojsk filipińskich w bitwie pod Balangigą na wyspie Samar.
- 1917 – Przyjęto flagę Tajlandii.
- 1918:
  - Émile Reuter został premierem Luksemburga.
  - Wojna domowa w Rosji: dowódca południowo-uralskiego zgrupowania partyzanckiego Wasilij Blücher został odznaczony jako pierwszy Orderem Czerwonego Sztandaru.
- 1919:
  - Obywatele Luksemburga opowiedzieli się w referendum za pozostawieniem monarchii.
  - Wybuchły dwudniowe krwawe zamieszki rasowe w Omaha w stanie Nebraska.
  - Założono Uniwersytet Łotwy w Rydze.
- 1921 – Niemiecki astronom Karl Wilhelm Reinmuth odkrył planetoidę (958) Asplinda.
- 1923
  - Zakończenie powstania w Bułgarii
  - Etiopia wstąpiła do Ligi Narodów.
- 1926 – Podpisano litewsko-radziecki pakt o nieagresji, potwierdzający traktat pokojowy z 1920 roku.
- 1928 – Szkocki bakteriolog i lekarz Alexander Fleming odkrył pierwszy antybiotyk – penicylinę.
- 1931 – W Pradze otwarto ogród zoologiczny.
- 1934:
  - 11 osób zginęło, a 19 zostało rannych w zderzeniu dwóch pociągów pasażerskich w Winwick w zachodniej Anglii.
  - Ekwador wstąpił do Ligi Narodów.
- 1936:
  - Gen. Francisco Franco został dowódcą sił nacjonalistycznych w Hiszpanii.
  - Per Albin Hansson został po raz drugi premierem Szwecji.
- 1938:
  - W Monachium rozpoczęło się zorganizowane z inicjatywy Benito Mussoliniego spotkanie kanclerza III Rzeszy oraz premierów Włoch, Wielkiej Brytanii i Francji w sprawie rozwiązania kwestii czechosłowackiej.
  - W ramach tzw. operacji polskiej na mocy decyzji trójki miejscowego urzędu NKWD rozstrzelano w Żytomierzu w Ukraińskiej SRR 100 Polaków.
- 1939 – II wojna światowa: ZSRR i III Rzesza zawarły w Moskwie traktat o granicach i przyjaźni.
- 1941:
  - Adolf Hitler ustanowił odznaczenie Krzyż Niemiecki.
  - Zakończyła się trwająca od 24 września operacja specjalna NKWD, mająca na celu zniszczenie okupowanego przez Niemców centrum Kijowa. Tysiące cywilów i setki niemieckich żołnierzy zginęło (władze sowieckie nigdy nie ujawniły liczby ofiar), a 50 000 mieszkańców pozostało bez dachu nad głową. Pożary spowodowane wybuchami zostały ugaszone przez niemieckie straże pożarne dopiero dwa tygodnie później.
- 1943 – Niemiecki dyplomata Georg Ferdinand Duckwitz powiadomił Duńczyków o planowanej przez Niemców deportacji duńskich Żydów, co umożliwiło ich ewakuację do neutralnej Szwecji.
- 1944 – Armia Czerwona wyzwoliła obóz koncentracyjny Klooga w Estonii.
- 1950 – Indonezja została członkiem ONZ.
- 1951:
  - Amerykański astronom Seth Barnes Nicholson odkrył Ananke, jeden z księżyców Jowisza.
  - Premiera amerykańskiego filmu science fiction Dzień, w którym zatrzymała się Ziemia w reżyserii Robert Wiseʼa.
- 1952 – Dokonano oblotu francuskiego samolotu myśliwsko-bombowego Dassault MD 454 Mystère IV.
- 1954 – Rozgłośnia Polska Radia Wolna Europa rozpoczęła nadawanie cyklu audycji z udziałem ppłka MBP Józefa Światły, który zbiegł w grudniu poprzedniego roku do Berlina Zachodniego.
- 1958 – Francuzi przyjęli w referendum nową konstytucję – początek V Republiki.
- 1960:
  - ChRL i Kuba nawiązały stosunki dyplomatyczne.
  - Mali i Senegal zostały członkami ONZ.
- 1961 – Syryjscy oficerowie sprzeciwiający się unii z Egiptem dokonali zamachu stanu i rozwiązali federację znaną jako Zjednoczona Republika Arabska.
- 1962 – W Brisbane w stanie Queensland w Australii spłonęła zajezdnia wraz z 65 tramwajami.
- 1965 – W wyniku erupcji wulkanu Taal na filipińskiej wyspie Luzon zginęło kilkaset osób.
- 1968:
  - 58 osób zginęło w katastrofie samolotu Douglas C-54 Skymaster należącego do Pan African Airlines w Port Harcourt w Nigerii.
  - Zlikwidowano ostatnią linię Bornholmskich Kolei Żelaznych.
- 1969:
  - SPD Willy’ego Brandta odniosła zwycięstwo w wyborach do Bundestagu w RFN.
  - W stanie Wiktoria w Australii spadł meteoryt Murchison.
- 1971:
  - Komunistyczne władze zgodziły się na wyjazd z kraju arcybiskupa Ostrzyhomia i prymasa Węgier kardynała Józsefa Mindszenty’ego, przebywającego od 1956 roku w amerykańskiej ambasadzie w Budapeszcie.
  - Krótko po starcie z Sena Madureira w brazylijskim stanie Acre rozbił się mający lecieć do Rio Branco w tym samym stanie Douglas DC-3 należący do linii Serviços Aéreos Cruzeiro do Sul, w wyniku czego zginęły wszystkie 32 osoby na pokładzie.
- 1973 – Arabscy terroryści z grupy As-Sa’ika opanowali w Bratysławie pociąg z 39 radzieckimi Żydami, jadącymi z Moskwy do Wiednia. Następnie z 5 zakładnikami udali się na lotnisko w Wiedniu skąd, po spełnieniu ich żądań, odlecieli do Libii.
- 1975 – Jan Macias został kanonizowany przez papieża Pawła VI.
- 1978 – W zasadzce zastawionej przez funkcjonariuszy KGB nad rzeką Võhandu poległ August Sabbe, ostatni antykomunistyczny partyzant w ówczesnej Estońskiej SRR.
- 1979 – W pożarze hotelu Am Augarten w Wiedniu zginęło 25 osób, a 37 odniosło obrażenia.
- 1980:
  - Odkryto kometę 89P/Russell.
  - W Panamie odbyły się pierwsze od 1968 roku wielopartyjne wybory parlamentarne.
- 1984 – Premiera 1. odcinka amerykańskiego serialu kryminalnego Policjanci z Miami.
- 1985 – Eric Arturo del Valle został prezydentem Panamy.
- 1986 – Została założona tajwańska Demokratyczna Partia Postępowa.
- 1988 – Podczas XXIV Letnich Igrzysk Olimpijskich w Seulu judoka Waldemar Legień zdobył złoty medal w kategorii wagowej do 78 kg.
- 1989 – Japoński koncern Sony kupił za 3,4 mld dolarów amerykańską wytwórnię filmową Columbia Pictures.
- 1991 – Założono Uniwersytet Ostrawski.
- 1992 – W stolicy Nepalu Katmandu w katastrofie Airbusa A300 należącego do Pakistan International Airlines zginęło 167 osób.
- 1994:
  - Souley Abdoulaye został premierem Nigru
  - Zatonął płynący z Tallinna do Sztokholmu prom pasażerski „Estonia”, w wyniku czego zginęły 852 osoby.
- 1995 – W Waszyngtonie premier Izraela Icchak Rabin i przewodniczący Organizacji Wyzwolenia Palestyny Jasir Arafat podpisali w obecności prezydenta USA Billa Clintona tzw. porozumienie z Oslo.
- 2000:
  - Duńczycy odrzucili w referendum możliwość przyjęcia waluty euro.
  - Lider opozycyjnej izraelskiej partii politycznej Likud Ariel Szaron odwiedził meczet Al-Aksa znajdujący się na szczycie Wzgórza Świątynnego w Jerozolimie, co zostało uznane przez część Palestyńczyków za prowokację i doprowadziło do wybuchu tzw. intifady Al-Aksa.
- 2003:
  - Przez kilka godzin Włochy pozbawione były prądu. Powodem były awarie w elektrowniach we Francji i Szwajcarii, w których 2 z 4 linii doprowadzających prąd do Włoch zostały zerwane.
  - Utworzono Agencję Unii Europejskiej ds. Bezpieczeństwa Lotniczego (EASA).
- 2005 – Amerykański Departament Obrony ostatecznie zaaprobował rozpoczęcie seryjnej produkcji samolotu wielozadaniowego Bell-Boeing V-22 Osprey.
- 2006:
  - Otwarto Port lotniczy Bangkok-Suvarnabhumi.
  - Prochy Marii Fiodorownej, żony cesarza Rosji Aleksandra III Romanowa, sprowadzone z Roskilde w Danii, zostały złożone obok prochów jej męża w krypcie cesarskiej soboru św. Piotra i Pawła w Petersburgu.
- 2007 – Francuz Dominique Strauss-Kahn został nominowany na stanowisko dyrektora zarządzającego Międzynarodowego Funduszu Walutowego.
- 2008:
  - Etiopczyk Haile Gebrselassie ustanowił w Berlinie rekord świata w biegu maratońskim (2:03:59).
  - Obywatele Ekwadoru opowiedzieli się w referendum za zwiększeniem uprawnień prezydenta.
  - Talibowie uprowadzili w Pakistanie polskiego geologa Piotra Stańczaka.
  - W Austrii odbyły się przedterminowe wybory parlamentarne.
- 2009 – 157 osób zginęło, a ponad 1000 odniosło obrażenia w trakcie brutalnego tłumienia przez juntę wojskową protestów, które wybuchły w Konakry, stolicy Gwinei.
- 2010 – Jurij Łużkow został odwołany ze stanowiska mera Moskwy.
- 2012 – 19 osób zginęło w katastrofie lotu Sita Air 601 w stolicy Nepalu, Katmandu.
- 2013:
  - Filipinka Megan Young zdobyła na indonezyjskiej wyspie Bali tytuł Miss World.
  - Nikolaos Michaloliakos, lider skrajnie prawicowej greckiej partii Złoty Świt, został aresztowany pod zarzutem tworzenia organizacji przestępczej.
- 2018 – 4340 osób zginęło, a ponad 10 tys. zostało rannych w wyniku trzęsienia ziemi i wywołanym nim tsunami na indonezyjskiej wyspie Celebes.
- 2020 – Victoire Tomegah Dogbé jako pierwsza kobieta objęła urząd premiera Togo.

## Eksploracja kosmosu
- 1971 – Wystrzelono radziecką sondę księżycową Łuna 19.
- 2003 – Pierwszy satelita europejski SMART-1 został umieszczony na orbicie księżycowej.
- 2008 – Odbył się pierwszy udany start pierwszej prywatnej rakiety kosmicznej Falcon 1.

## Urodzili się
- 551 p.n.e. – Konfucjusz, chiński filozof (zm. 479 p.n.e.)
- 1427 – Franciszka Amboise, księżna bretońska, karmelitanka, błogosławiona (zm. 1485)
- 1493 – Angolo Firenzuola, włoski poeta (zm. 1545)
- 1541 – Filippo Vastavillani, włoski kardynał (zm. 1587)
- 1565 – Alessandro Tassoni, włoski poeta (zm. 1635)
- 1605 – Ismail Bouillaud, francuski astronom (zm. 1694)
- 1681 – Johann Mattheson, niemiecki kompozytor (zm. 1764)
- 1698 – Pierre Louis Maupertuis, francuski matematyk, fizyk, filozof, geodeta, astronom (zm. 1759)
- 1705:
  - Henry Fox, brytyjski arystokrata, polityk (zm. 1774)
  - Johann Peter Kellner, niemiecki kompozytor, organista (zm. 1772)
- 1707 – Antoine Clériade de Choiseul-Beaupré, francuski duchowny katolicki, arcybiskup Besançon, kardynał (zm. 1774)
- 1735 – Augustus FitzRoy, brytyjski arystokrata, polityk, premier Wielkiej Brytanii (zm. 1811)
- 1739 – Klemens Wacław Wettyn, książę saski, królewicz polski, elektor i arcybiskup Trewiru, arcybiskup Fryzyngi, biskup Ratyzbony i Augsburga (zm. 1812)
- 1746 – William Jones, brytyjski filolog, orientalista, tłumacz (zm. 1794)
- 1767 – Cayetano Valdés, hiszpański admirał, odkrywca (zm. 1835)
- 1768 – Pauline Léon, francuska feministka, rewolucjonistka (zm. 1838)
- 1770 – Augustyn Dionizy Nézel, francuski duchowny katolicki, męczennik, błogosławiony (zm. 1792)
- 1779 – George Peter, amerykański polityk (zm. 1861)
- 1780 – Élie de Decazes, francuski polityk, premier Królestwa Francji (zm. 1860)
- 1789 – Richard Bright, brytyjski lekarz (zm. 1858)
- 1797 – Fiodor Litke, rosyjski odkrywca, geograf (zm. 1882)
- 1801 – Natalis Sulerzyski, polski ziemianin, działacz narodowy, polityk (zm. 1878)
- 1802 – Józef Herkner, polski medalier, litograf, ilustrator (zm. 1864)
- 1803:
  - Prosper Mérimée, francuski prozaik, dramaturg, historyk, archeolog, polityk (zm. 1870)
  - Adrian Ludwig Richter, niemiecki malarz, filozof, estetyk (zm. 1884)
- 1804 – Michał Modzelewski, polski działacz niepodległościowy, powstaniec, tłumacz, pamiętnikarz (zm. 1883)
- 1808 – Edward Henry Carroll Long, amerykański polityk (zm. 1865)
- 1810 – Giuseppe Berardi, włoski kardynał (zm. 1878)
- 1815 – Christian Eduard Pabst, niemiecko-estoński historyk, filolog, pedagog, wydawca (zm. 1882)
- 1817:
  - Palladiusz (Kafarow), rosyjski duchowny prawosławny, misjonarz, sinolog (zm. 1878)
  - Władysław Majeranowski, polski malarz (zm. 1874)
- 1821 – (lub 29 listopada) Karol Brzozowski, polski poeta, botanik, geolog, geograf, etnolog (zm. 1904)
- 1823:
  - Alexandre Cabanel, francuski malarz (zm. 1889)
  - Karol Gustaw Manitius, polski duchowny ewangelicki pochodzenia niemieckiego, superintendent generalny Kościoła Ewangelicko-Augsburskiego (zm. 1904)
- 1826 – Andreas Thiel, niemiecki duchowny katolicki, biskup warmiński (zm. 1908)
- 1828:
  - Antoinette Grimaldi, księżna Monako (zm. 1864)
  - Friedrich Albert Lange, niemiecki filozof, teolog, ekonomista, pedagog (zm. 1875)
- 1829 – Jan Kanty Działyński, polski działacz społeczny i polityczny (zm. 1880)
- 1831 – Maximilian Anton von Thurn und Taxis, niemiecki arystokrata (zm. 1867)
- 1835 – Leopold Świerz, polski taternik (zm. 1911)
- 1838 – Shirdi Sai Baba, indyjski mistyk muzułmański (zm. 1918)
- 1841:
  - Georges Clemenceau, francuski pisarz, lekarz, polityk, premier Francji (zm. 1929)
  - Hermann Nothnagel, niemiecki internista (zm. 1905)
  - Józef Tretiak, polski krytyk i historyk literatury (zm. 1923)
- 1842 – Józef Cichiński, białoruski leksykograf pochodzenia polskiego (zm. 1922)
- 1843:
  - Józef Jaegermann, polski inżynier mechanik, wykładowca (zm. 1927)
  - Jan Kazimierz Tatarkiewicz, polski aktor, reżyser, kompozytor (zm. 1891)
- 1844 – Robert Stout, nowozelandzki polityk, premier Nowej Zelandii (zm. 1930)
- 1850 – Albert Alexander Blakeney, amerykański polityk (zm. 1924)
- 1851 – August Otto, niemiecki taternik, turysta, autor przewodników, działacz turystyczny (zm. 1929)
- 1852:
  - Josiah Conder, brytyjski architekt (zm. 1920)
  - Henri Moissan, francuski chemik, laureat Nagrody Nobla (zm. 1907)
- 1854 – Roman Żelazowski, polski aktor, reżyser teatralny (zm. 1930)
- 1856:
  - Kate Douglas Wiggin, amerykańska autorka książek dla dzieci, nauczycielka (zm. 1923)
  - Edward Herbert Thompson, amerykański archeolog i dyplomata (zm. 1935)
- 1863:
  - John Hawcridge, angielski rugbysta (zm. 1905)
  - Karol I Dyplomata, król Portugalii (zm. 1908)
- 1865:
  - Amelia Orleańska, królowa Portugalii (zm. 1951)
  - Wacław Wolski, polski inżynier, wynalazca, przedsiębiorca (zm. 1922)
- 1866 – Zofia Czaplińska, polska aktorka i tancerka (zm. 1940)
- 1867 – Kiichirō Hiranuma, japoński baron, polityk, premier Japonii (zm. 1952)
- 1870 – Florent Schmitt, francuski kompozytor (zm. 1958)
- 1871:
  - Pietro Badoglio, włoski dowódca wojskowy, marszałek, polityk, premier Włoch (zm. 1956)
  - Gerardo Machado, kubański generał, polityk, prezydent Kuby (zm. 1939)
- 1873 – Wacław Berent, polski pisarz, poliglota, tłumacz (zm. 1940)
- 1879:
  - Benjamin Christensen, duński scenarzysta, reżyser, aktor (zm. 1959)
  - Wacław Rogowicz, polski pisarz, tłumacz (zm. 1960)
- 1880:
  - Stanko Premrl, słoweński duchowny katolicki, kompozytor, pedagog muzyczny (zm. 1965)
  - Otto Sackur, niemiecki fizyk, chemik (zm. 1914)
- 1882 – Eugenio d’Ors, hiszpański pisarz, filozof (zm. 1954)
- 1884:
  - Wacław Kostek-Biernacki, polski pułkownik, polityk sanacyjny, prozaik, poeta (zm. 1957)
  - Edward Taylor, polski ekonomista, działacz narodowy, tłumacz (zm. 1964)
- 1885 – Emil Väre, fiński zapaśnik (zm. 1974)
- 1887:
  - Avery Brundage, amerykański działacz sportowy (zm. 1975)
  - Torsten Sandelin, fiński gimnastyk, żeglarz sportowy (zm. 1950)
- 1888 – Seweryn Czerwiński, polski polityk, samorządowiec, komisaryczny prezydent Lublina (zm. po 1933)
- 1889:
  - Gustaw Bojanowski, polski poeta, prozaik (zm. 1957)
  - Vilho Väisälä, fiński fizyk, meteorolog (zm. 1969)
- 1891:
  - Myrtle Gonzalez, amerykańska aktorka (zm. 1918)
  - Émile Guerry, francuski duchowny katolicki, arcybiskup Cambrai (zm. 1969)
  - Walden Martin, amerykański kolarz szosowy (zm. 1966)
  - Wacław Zdanowicz, polski aktor, reżyser (zm. 1958)
- 1892:
  - Władysław Borawski, polski inżynier, architekt (zm. 1970)
  - Elmer Rice, amerykański dramaturg (zm. 1967)
- 1894 – Trofim Kołomijec, radziecki generał porucznik (zm. 1971)
- 1895:
  - Wallace Harrison, amerykański architekt (zm. 1981)
  - Zenon Przybyszewski Westrup, szwedzki dyplomata (zm. 1988)
- 1896 – Wacław Lipiński, polski podpułkownik administracji, historyk, działacz podziemia antykomunistycznego (zm. 1949)
- 1898 – Aleksander Zdanowicz, polski porucznik artylerii, prawnik (zm. ?)
- 1899 – Jerzy Rajmund Vargas González, meksykański męczennik, błogosławiony (zm. 1927)
- 1900:
  - Giovanni Degni, włoski piłkarz, trener (zm. 1975)
  - César Espinoza, chilijski piłkarz, bramkarz (zm. 1956)
  - Boris Jefimow, rosyjski rysownik, karykaturzysta (zm. 2008)
  - Sven Martinsen, norweski zapaśnik (zm. 1968)
  - Michał Oziębłowski, polski duchowny katolicki, męczennik, błogosławiony (zm. 1942)
- 1901:
  - Stanislav Broj, czeski polityk (zm. 1950)
  - Ed Sullivan, amerykański prezenter telewizyjny (zm. 1974)
- 1902 – Adrian Turczynowicz, polski dziennikarz, literat, działacz społeczny i konspiracyjny (zm. 1979)
- 1903:
  - Hans Erich Kalischer, niemiecki ekonomista, fotograf (zm. 1966)
  - Tateo Katō, japoński pilot wojskowy, as myśliwski (zm. 1942)
- 1905:
  - Edwin Harris Colbert, amerykański paleontolog (zm. 2001)
  - Max Schmeling, niemiecki bokser (zm. 2005)
  - Marian Turwid, polski pisarz, malarz (zm. 1987)
- 1906 – William Hare, brytyjski arystokrata, polityk (zm. 1997)
- 1907:
  - Ragnar Gustavsson, szwedzki piłkarz (zm. 1980)
  - Heikki Savolainen, fiński gimnastyk (zm. 1997)
  - Jewgienij Zawojski, radziecki fizyk jądrowy (zm. 1976)
- 1908:
  - Marin Goleminow, bułgarski kompozytor, dyrygent, pedagog (zm. 2000)
  - Achileas Gramatikopulos, grecki piłkarz, bramkarz, sędzia piłkarski (zm. 2008)
- 1909 – Lauri Valonen, fiński kombinator norweski, skoczek narciarski (zm. 1982)
- 1910:
  - Diosdado Macapagal, filipiński polityk, prezydent Filipin (zm. 1997)
  - Michał Matyas, polski piłkarz, trener (zm. 1975)
- 1911:
  - Olle Åkerlund, szwedzki żeglarz sportowy (zm. 1978)
  - Wacław Stępień, polski satyryk, autor tekstów piosenek (zm. 1993)
  - Ellsworth Vines, amerykański tenisista (zm. 1994)
- 1912 – Kees Mijnders, holenderski piłkarz (zm. 2002)
- 1913:
  - Lech Grześkiewicz, polski malarz, ceramik (zm. 2012)
  - Alice Marble, amerykańska tenisistka (zm. 1990)
  - Edith Pargeter, brytyjska pisarka (zm. 1995)
- 1914:
  - Marian Fuks, polski historyk (zm. 2022)
  - Charles Pellat, algiersko-francuski naukowiec, historyk, tłumacz i badacz orientalistyki (zm. 1992)
- 1915:
  - Michał Czajczyk, polski koszykarz (zm. 1945)
  - Tadeusz Miller, polski piosenkarz (zm. 1947)
  - Ethel Rosenberg, amerykańska szpieg pochodzenia żydowskiego (zm. 1953)
  - Wacław Stacherski, polski poeta, żołnierz AK (zm. 1944)
- 1916:
  - Francis Cockfield, brytyjski polityk (zm. 2007)
  - Peter Finch, brytyjski aktor (zm. 1977)
  - Olga Lepieszyńska, rosyjska balerina (zm. 2008)
- 1917:
  - Eugeniusz Horbaczewski, polski kapitan pilot, as myśliwski (zm. 1944)
  - Dorival Knippel, brazylijski piłkarz, bramkarz, trener (zm. 1990)
  - Małgorzata Koecherowa-Łabęcka, polska tłumaczka literatury tureckiej (zm. 2011)
  - Wee Chong Jin, singapurski prawnik, polityk, tymczasowy prezydent Singapuru (zm. 2005)
- 1918:
  - Willi Ritschard, szwajcarski polityk, prezydent Szwajcarii (zm. 1983)
  - Ivar Sjölin, szwedzki zapaśnik (zm. 1992)
  - Arnold Stang, amerykański aktor, komik pochodzenia żydowskiego (zm. 2009)
- 1919:
  - Franciszek Adamkiewicz, polski inżynier, polityk, minister przemysłu maszyn ciężkich i rolniczych, dyplomata (zm. 1986)
  - Aleksander Woysym-Antoniewicz, polski pisarz, satyryk (zm. 1972)
- 1920:
  - Joe Maca, amerykański piłkarz pochodzenia belgijskiego (zm. 1982)
  - Halina Miroszowa, polska dziennikarka (zm. 2014)
  - Marian Ośniałowski, polski poeta (zm. 1966)
- 1922:
  - Zofia Jarończyk, polska aktorka (zm. 2021)
  - Jules Sedney, surinamski ekonomista, polityk, minister finansów, premier Surinamu (zm. 2020)
  - Edward Zajiček, polski kierownik produkcji filmowej, pedagog (zm. 2018)
- 1923:
  - Giuseppe Casale, włoski duchowny katolicki, biskup Vallo della Lucania, arcybiskup Foggii-Bovino (zm. 2023)
  - John Scott, brytyjski arystokrata, polityk (zm. 2007)
- 1924:
  - Otakar Brousek, czeski aktor (zm. 2014)
  - Andrzej Ciechanowiecki, polski historyk sztuki, marszand, mecenas kultury i kolekcjoner sztuki, antykwariusz, filantrop (zm. 2015)
  - Marcello Mastroianni, włoski aktor (zm. 1996)
- 1925:
  - Seymour Cray, amerykański informatyk, przedsiębiorca (zm. 1996)
  - Theodore Jaracz, amerykański działacz religijny, członek Ciała Kierowniczego Świadków Jehowy (zm. 2010)
- 1926:
  - Jerzy Rudnicki, polski lekarz, historyk (zm. 2008)
  - Audrey Williamson, brytyjska lekkoatletka, sprinterka (zm. 2010)
- 1927:
  - Michał Caputa, polski nauczyciel, działacz NSZZ „Solidarność”, polityk, poseł na Sejm kontraktowy (zm. 2008)
  - Józef Retik, polski aktor pochodzenia żydowskiego
  - Luis Rijo, urugwajski piłkarz (zm. 2001)
  - Naum Sztarkman, rosyjski pianista pochodzenia żydowskiego (zm. 2006)
- 1928:
  - Hans Geister, niemiecki lekkoatleta, sprinter (zm. 2012)
  - Günther Steines, niemiecki lekkoatleta, sprinter i średniodystansowiec (zm. 1982)
  - Koko Taylor, amerykańska wokalistka bluesowa (zm. 2009)
- 1929:
  - Lata Mangeshkar, indyjska piosenkarka (zm. 2022)
  - Jan Matyjaszkiewicz, polski aktor (zm. 2015)
  - Stefan Michnik, polski kapitan, działacz komunistyczny, sędzia, adwokat (zm. 2021)
  - Dmytro Pawłyczko, ukraiński poeta, tłumacz, krytyk literacki, polityk, dyplomata (zm. 2023)
  - Nikołaj Ryżkow, rosyjski inżynier, polityk, premier ZSRR (zm. 2024)
- 1930:
  - Mieczysław Czechowicz, polski aktor (zm. 1991)
  - Ugo Gregoretti, włoski reżyser i scenarzysta filmowy (zm. 2019)
  - Daniel Ryan, amerykański duchowny katolicki, biskup Springfield w Illinois (zm. 2015)
  - Immanuel Wallerstein, amerykański socjolog, historyk, ekonomista, wykładowca akademicki pochodzenia żydowskiego (zm. 2019)
- 1931:
  - Franciszek Kania, polski duchowny katolicki, pallotyn, misjonarz (zm. 2005)
  - Ryszard Kulesza, polski piłkarz, trener (zm. 2008)
  - Marjorie Perloff, amerykańska poetka, krytyk literacka (zm. 2024)
  - Tadeusz Rewaj, polski fizyk, polityk, senator RP
  - Katarzyna Wiśniowska, polska łuczniczka (zm. 1996)
- 1932:
  - Víctor Jara, chilijski bard, gitarzysta, poeta, autor tekstów piosenek (zm. 1973)
  - Marian Rissmann, polski inżynier, polityk, prezydent Torunia (zm. 1985)
- 1933 – Witold Dąbrowski, polski poeta, tłumacz literatury rosyjskiej, publicysta (zm. 1978)
- 1934:
  - Brigitte Bardot, francuska aktorka
  - Piero Ciampi, włoski piosenkarz, kompozytor, poeta, autor tekstów piosenek (zm. 1980)
  - Fehmi Hoshafi, albański reżyser i scenarzysta filmowy (zm. 2020)
  - Jerzy Talkowski, polski ekonomista, samorządowiec, prezydent Dąbrowy Górniczej (zm. 2024)
- 1935 – Pierre Ryckmans, belgijski pisarz, krytyk literacki, sinolog (zm. 2014)
- 1936:
  - Vincent Conçessao, indyjski duchowny katolicki, arcybiskup Delhi
  - Joel Fabiani, amerykański aktor
  - Stenia Kozłowska, polska piosenkarka
  - Teodor Laço, albański pisarz, scenarzysta filmowy, polityk (zm. 2016)
  - Robert Wolders, holenderski aktor (zm. 2018)
  - Stefan Zamecki, polski historyk nauki (zm. 2022)
- 1937:
  - Heinz Hornig, niemiecki piłkarz
  - Jo Yŏn Jun, północnokoreański polityk
  - Rod Roddy, amerykański aktor (zm. 2003)
  - Bob Schul, amerykański lekkoatleta, długodystansowiec (zm. 2024)
  - Krzysztof Wrocławski, polski historyk literatury, slawista folklorysta, kulturoznawca (zm. 2022)
- 1938:
  - Rosario Ferré, portorykańska pisarka, poetka, eseistka (zm. 2016)
  - Ben E. King, amerykański piosenkarz, kompozytor (zm. 2015)
- 1939:
  - Juan Piris Frígola, hiszpański duchowny katolicki, arcybiskup Lleidy
  - Kurt Luedtke, amerykański dziennikarz, scenarzysta filmowy (zm. 2020)
  - Rrok Mirdita, albański duchowny katolicki, arcybiskup metropolita Durrës-Tirany, prymas Albanii (zm. 2015)
  - Paweł Unrug, polski aktor, reżyser filmowy
- 1940:
  - Mirna Doris, włoska piosenkarka (zm. 2020)
  - Aleksandr Iwanczenkow, rosyjski inżynier mechanik, kosmonauta
  - Ryszard Kornacki, polski pedagog, poeta, prozaik, publicysta (zm. 2023)
  - Leszek Perth, polski dziennikarz radiowy
  - Örjan Sandler, szwedzki łyżwiarz szybki
- 1941:
  - Maciej Nowicki, polski ekolog, polityk, minister środowiska
  - Edmund Stoiber, niemiecki polityk
  - Lucas Van Looy, belgijski duchowny katolicki, biskup Gandawy
- 1942:
  - Marshall Bell, amerykański aktor
  - Pierre Clémenti, francuski aktor (zm. 1999)
  - Wojciech Grochowski, polski samorządowiec, prezydent Torunia
  - Donna Leon, amerykańska pisarka pochodzenia hiszpańsko-irlandzkiego
- 1943:
  - Traudl Hecher, austriacka narciarka alpejska (zm. 2023)
  - Brendan O’Brien, kanadyjski duchowny katolicki, arcybiskup Kingston
  - Masushi Ōuchi, japoński sztangista (zm. 2011)
  - Algirdas Vaclovas Patackas, litewski polityk (zm. 2015)
  - J.T. Walsh, amerykański aktor (zm. 1998)
- 1944:
  - Charlotte Cederschiöld, szwedzka polityk
  - Jean Janssens, belgijski piłkarz
  - Ameli Koloska, niemiecka lekkoatletka, oszczepniczka
  - Yoshitada Yamaguchi, japoński piłkarz
  - Miloš Zeman, czeski polityk, premier i prezydent Czech
- 1945:
  - Marielle Goitschel, francuska narciarka alpejska
  - Randolph Mahaffey, amerykański koszykarz
  - Joanna Michałowska-Gumowska, polska polityk, minister oświaty i wychowania (zm. 2001)
- 1946:
  - Bronisław Bula, polski piłkarz
  - Morinobu Endō, japoński chemik
  - Herbert Jefferson Jr., amerykański aktor
  - Jeffrey Jones, amerykański aktor
  - Brigitte Roüan, francuska aktorka, reżyserka filmowa
  - Helen Shapiro, brytyjska piosenkarka pochodzenia żydowskiego
  - Wacław Uruszczak, polski prawnik, historyk
- 1947:
  - Bob Carr, australijski polityk
  - Wacław Oszajca, polski duchowny katolicki, jezuita, teolog, dziennikarz, publicysta, poeta, duszpasterz akademicki
  - Jacek Rychlewski, polski chemik, matematyk, wykładowca akademicki (zm. 2003)
  - Wołodymyr Troszkin, ukraiński piłkarz, trener (zm. 2020)
  - Sheikh Hasina Wajed, banglijska polityk, premier Bangladeszu
- 1948:
  - Giancarlo Bregantini, włoski duchowny katolicki, arcybiskup Campobasso-Boiano
  - Sławomir Janicki, polski polityk, samorządowiec, prezydent Lublina
  - Martine Roure, francuska polityk, eurodeputowana
  - Kimuchi Tani, japoński zapaśnik (zm. 2008)
  - Giovanni Tria, włoski ekonomista, wykładowca akademicki, polityk
- 1949:
  - Paweł Kaczorowski, polski kolarz szosowy i torowy, trener
  - Johannes Linßen, niemiecki piłkarz, trener
  - Pasqualina Napoletano, włoska polityk
  - Wenceslao Selga Padilla, filipiński duchowny katolicki, prefekt apostolski Ułan Bator (zm. 2018)
- 1950:
  - Miguel Angel Sebastián Martínez, hiszpański duchowny katolicki, biskup Sarh w Czadzie
  - Bartho Pronk, holenderski związkowiec, polityk, eurodeputowany
  - John Sayles, amerykański aktor, pisarz, reżyser, scenarzysta i montażysta filmowy
  - Mike Thibault, amerykański trener koszykarski, menadżer klubowy
  - Peter Timm, niemiecki reżyser filmowy
  - Josef Tošovský, czeski ekonomista, polityk, premier Czech
  - Pauletta Pearson Washington, amerykańska aktorka
- 1951:
  - Władysław Beszterda, polski wioślarz
  - Wiktar Brucki, białoruski inżynier, polityk
  - Bogusław Buszewski, polski chemik, wykładowca akademicki
  - Claire Joanny, francuska polityk, eurodeputowana
  - Emilia Müller, niemiecka polityk, eurodeputowana
  - Hyppolite Ramaroson, madagaskarski wiceadmirał, polityk
  - Andrzej Tkocz, polski żużlowiec
- 1952:
  - Sylvia Kristel, holenderska aktorka, modelka (zm. 2012)
  - Michael Gorō Matsuura, japoński duchowny katolicki, biskup Nagoi
- 1953:
  - Andrzej Czyżniewski, polski piłkarz, sędzia piłkarski (zm. 2013)
  - Ołeksandr Dowbij, ukraiński piłkarz, trener (zm. 2023)
  - Otmar Hasler, liechtensteiński polityk, premier Liechtensteinu
  - Piotr Kokociński, polski pisarz, scenarzysta filmowy
  - Stanisław Misztal, polski lekarz, samorządowiec, polityk, poseł na Sejm RP, eurodeputowany
  - Franz Petermann, niemiecki psycholog dziecięcy, wykładowca akademicki (zm. 2019)
- 1954:
  - Andrzej Jagiełło, polski prawnik, sędzia, członek NSA, przewodniczący KRS
  - Abdoulaye Keita, gwinejski piłkarz, bramkarz (zm. 2019)
  - Bojko Raszkow, bułgarski prawnik, polityk
  - Margot Wallström, szwedzka polityk
- 1955:
  - Stéphane Dion, kanadyjski polityk
  - Gary Johnson, angielski piłkarz, trener
  - Jutta Lau, niemiecka wioślarka
  - Lee Sun-ok, południowokoreańska siatkarka
  - Tomasz Opoka, polski poeta, pieśniarz (zm. 1984)
  - Ole Riber Rasmussen, duński strzelec sportowy (zm. 2017)
  - Károly Varga, węgierski strzelec sportowy
- 1956:
  - Guus Bierings, holenderski kolarz szosowy
  - Waldemar Dziki, polski reżyser i producent filmowy (zm. 2016)
  - Benedykt Huculak, polski duchowny katolicki, franciszkanin, teolog (zm. 2022)
  - Gary Lee Figueroa, amerykański piłkarz wodny
  - Nicholas Reeves, brytyjski egiptolog
  - Wacław Skarul, polski trener i działacz kolarski
- 1957:
  - Bill Cassidy, amerykański polityk, senator
  - C.J. Chenier, amerykański wokalista bluesowy
  - Marc Duret, francuski aktor
  - Ryszard Kasyna, polski duchowny katolicki, biskup pomocniczy gdański, biskup pelpliński
  - Mirosław Orzechowski, polski dziennikarz, publicysta, polityk, poseł na Sejm RP
  - Honoré Traoré, burkiński generał, polityk, p.o. prezydenta Burkiny Faso
- 1958:
  - François Biltgen, luksemburski polityk
  - Julio César Corniel Amaro, dominikański duchowny katolicki, biskup Puerto Plata
  - Peter Gantzler, duński aktor
  - Angella Taylor-Issajenko, kanadyjska lekkoatletka, sprinterka
- 1959:
  - Norbert Blacha, polski muzyk, kompozytor, aranżer, pianista, organista (zm. 2012)
  - Sylwester Dąbrowski, polski leśniczy, polityk, wicewojewoda mazowiecki
  - Ron Fellows, kanadyjski kierowca wyścigowy
  - Joanna Gleich, polsko-austriacka modelka
  - Angela Groothuizen, holenderska piosenkarka, aktorka
  - Steve Hytner, amerykański aktor
  - Gillian McKeith, szkocka dietetyczka, pisarka, prezenterka telewizyjna
  - Michael Scott, irlandzki pisarz
  - Mitchell Wiggins, amerykański koszykarz (zm. 2024)
- 1960:
  - Hasan Babak, irański zapaśnik
  - Mehmed Baždarević, bośniacki piłkarz, trener
  - Kevin Lawton, nowozelandzki wioślarz
  - Jennifer Rush, amerykańska piosenkarka
  - Nasser Sandjak, algierski piłkarz, trener
  - Ahmed Shobair, egipski piłkarz, bramkarz, działacz piłkarski, polityk
  - Roger Tallroth, szwedzki zapaśnik
- 1961:
  - Jordanka Donkowa, bułgarska lekkoatletka, płotkarka
  - Paweł Mścisławski, polski basista, członek zespołów Oddział Zamknięty i Lady Pank
  - Tatiana de Rosnay, francuska pisarka
  - Ajan Sadykow, bułgarski piłkarz, trener (zm. 2017)
  - Tineke Strik, holenderska działaczka samorządowa, polityk, eurodeputowana
  - Lenita Toivakka, fińska polityk
- 1962:
  - Alena Anisim, białoruska filolog, polityk
  - Atlantis, meksykański luchador
  - Stellan Brynell, szwedzki szachista
  - Grant Fuhr, kanadyjski hokeista, bramkarz, trener
  - Marian Kmita, polski dziennikarz sportowy
  - Fred Merkel, amerykański motocyklista wyścigowy
  - Jacek Rębacz, polski pisarz
- 1963:
  - Luis Arce, boliwijski ekonomista, polityk, prezydent Boliwii
  - Grzegorz Bierecki, polski działacz spółdzielczy, polityk, senator RP
  - Érik Comas, francuski kierowca wyścigowy
  - Johnny Dawkins, amerykański koszykarz
  - Adam Nowak, polski gitarzysta, wokalista, kompozytor, członek zespołu Raz, Dwa, Trzy
  - Andrzej Zeńczewski, polski gitarzysta, wokalista, członek zespołów Daab i T.Love
- 1964:
  - Oleg Bojko, rosyjski przedsiębiorca
  - Konstandina Kunewa, grecka polityk, eurodeputowana pochodzenia bułgarskiego
  - Mārtiņš Roze, łotewski polityk (zm. 2012)
  - Piotr Turzyński, polski duchowny katolicki, biskup pomocniczy radomski (zm. 2025)
  - Elżbieta Wierzbicka, polska malarka
- 1965:
  - B.G., the Prince of Rap, amerykański raper, twórca muzyki eurodance (zm. 2023)
  - Brian Bliss, amerykański piłkarz, trener
  - Ginger Fish, amerykański perkusista, członek zespołu Marilyn Manson
  - Bertalan Hajtós, węgierski judoka
  - Jaroslav Timko, słowacki piłkarz
- 1966:
  - Maria Canals Barrera, amerykańska aktorka pochodzenia kubańskiego
  - Monika Rakusa, polska psycholog, pisarka, publicystka, scenarzystka filmów dokumentalnych
  - Mário Sperry, brazylijski zawodnik sportów walki
- 1967:
  - Mira Sorvino, amerykańska aktorka
  - Włodzimierz Zawadzki, polski zapaśnik
  - Steffen Zesner, niemiecki pływak
- 1968:
  - Francois Botha, południowoafrykański bokser, kick-boxer
  - Kinga Ciesielska, polska aktorka
  - Mika Häkkinen, fiński kierowca wyścigowy
  - Michelle Meldrum, amerykańska gitarzystka rockowa (zm. 2008)
  - Mikael Nilsson, szwedzki piłkarz
  - Carré Otis, amerykańska modelka
  - Salvador Reyes Jr., meksykański piłkarz, trener
  - Naomi Watts, australijska aktorka
- 1969:
  - Challen Cates, amerykańska aktorka, producentka filmowa
  - José Martín Cuevas Cobos, meksykański aktor, piosenkarz, kompozytor
  - Władimir Czuczełow, belgijski szachista, trener pochodzenia rosyjskiego
  - Katarzyna Krasowska, polska badmintonistka, trenerka
  - Anant Kumar, niemiecki pisarz pochodzenia indyjskiego
- 1970:
  - Firat Arslan, niemiecki bokser pochodzenia tureckiego
  - Saïd Chiba, marokański piłkarz
  - Kimiko Date, japońska tenisistka
  - Darko Horvat, chorwacki inżynier, polityk
  - Yūji Kishi, japoński aktor
  - Agnieszka Maria Nogal, polska filozof, prawnik, politolog, wykładowczyni akademicka
- 1971:
  - Joseph Arthur, amerykański wokalista i gitarzysta rockowy
  - Sven Meinhardt, niemiecki hokeista na trawie
  - Aleksiej Owczinin, rosyjski pilot wojskowy, kosmonauta
  - David Weightman, australijski wioślarz
- 1972:
  - Katarzyna Bujakiewicz, polska aktorka
  - Kevin MacLeod, amerykański kompozytor, muzyk
  - Derek Miles, amerykański lekkoatleta, tyczkarz
  - John Light, brytyjski aktor
  - Werner Schlager, austriacki tenisista stołowy
  - Michael Senft, niemiecki kajakarz górski
  - Dita von Teese, amerykańska aktorka, modelka
  - Daniel (Zelinski), ukraiński biskup prawosławny
- 1973:
  - Mohamed Allalou, algierski bokser
  - Jeorjos Altuwas, grecki duchowny katolicki, arcybiskup metropolita Korfu–Zakintos–Kefalina i administrator apostolski wikariatu apostolskiego Salonik
  - Lars Behrendt, niemiecki bobsleista
  - Cornelius Hartz, niemiecki filolog klasyczny, pisarz, scenarzysta, tłumacz
  - José Ignacio, hiszpański piłkarz
  - Tomasz Łosowski, polski perkusista, kompozytor, producent muzyczny
  - Karina Moya, argentyńska lekkoatletka, kulomiotka i dyskobolka
  - Hugo Porfírio, portugalski piłkarz
  - Brian Rafalski, amerykański hokeista pochodzenia polskiego
  - Gillian Russell, jamajska lekkoatletka, płotkarka i sprinterka
  - Diederik van Weel, holenderski hokeista na trawie
- 1974:
  - Mohammed Al-Jahani, saudyjski piłkarz
  - Michel de Almeida, portugalski judoka
  - Bogna Burska, polska artystka wizualna, dramatopisarka
  - Assunção Cristas, portugalska prawniczka, wykładowczyni akademicka, polityk
  - Damian Dacewicz, polski siatkarz, trener
  - Frédéric Danjou, francuski piłkarz
  - Marija Kisielowa, rosyjska pływaczka synchroniczna
  - Joonas Kolkka, fiński piłkarz
  - Chuck Kornegay, amerykański koszykarz
  - Monika Partyk, polska poetka, autorka tekstów piosenek i pieśni, krytyk i teoretyk muzyczny
  - Martyna Wojciechowska, polska dziennikarka, pisarka, podróżniczka
- 1975:
  - Ana Brnabić, serbska polityk, premier Serbii
  - Nino Churcidze, gruzińska szachistka (zm. 2018)
  - Stuart Clark, australijski krykiecista
  - Nicolas Grospierre, francusko-polski fotograf
  - Lenny Krayzelburg, amerykański pływak
- 1976:
  - Jekatierina Gorochowska, rosyjska aktorka, reżyserka, krytyk teatralny
  - Fiodor Jemieljanienko, rosyjski zawodnik sztuk walki
  - Ohad Knoller, izraelski aktor
  - Boris Smiljanić, szwajcarski piłkarz pochodzenia chorwackiego
- 1977:
  - Anatol Brusiewicz, białoruski poeta, historyk literatury, tłumacz
  - Antonio Corvetta, włoski siatkarz
  - Krzysztof Czuba, polski elektronik
  - Lounès Gaouaoui, algierski piłkarz, bramkarz
  - Julien Pillet, francuski szablista
  - Sylvia Pinel, francuska polityk
  - Lamine Sakho, senegalski piłkarz
  - Young Jeezy, amerykański raper
- 1978:
  - Paulina Boenisz, polska pięcioboistka nowoczesna
  - Bushido, niemiecki raper pochodzenia tunezyjskiego
  - Peter Cambor, amerykański aktor
  - Marzena Godecki, polsko-australijska aktorka
  - Václav Jiráček, czeski aktor, scenarzysta telewizyjny i filmowy
  - Witalij Nowopaszyn, kazachski hokeista
  - Phạm Hùng Dũng, wietnamski piłkarz
  - Krzysztof Prałat, polski aktor
  - Pastora Soler, hiszpańska piosenkarka, kompozytorka, autorka tekstów
- 1979:
  - Fabrice Ehret, francuski piłkarz
  - Catherine Jacques, belgijska judoczka
  - Grzegorz Jakosz, polski piłkarz, trener
  - Bam Margera, amerykański skateboardzista
  - Jurij Patrikiejew, rosyjski i ormiański zapaśnik
  - Jerzy Jan Połoński, polski aktor, piosenkarz, artysta kabaretowy
  - Fabio Soli, włoski siatkarz, trener
- 1980:
  - Bartosz Chajdecki, polski kompozytor
  - Jelena Chrustalowa, kazachska biathlonistka
  - Wiktorija Klugina, rosyjska lekkoatletka, skoczkini wzwyż
  - Maurice Smith, amerykański lekkoatleta, wieloboista
- 1981:
  - Cecilia Brækhus, norweska pięściarka
  - Willy Caballero, argentyński piłkarz, bramkarz
  - José Calderón, hiszpański koszykarz
  - Carlos Coloma, hiszpański kolarz górski
  - Cyrus Engerer, maltański polityk, eurodeputowany
  - Jorge Guagua, ekwadorski piłkarz
  - Jerrika Hinton, amerykańska aktorka
  - Marcin Jędrusiński, polski lekkoatleta, sprinter
  - Marjan Marković, serbski piłkarz
  - Mitar Peković, czarnogórski piłkarz
  - Derek Poundstone, amerykański trójboista siłowy, strongman
  - Guillaume Samica, francuski siatkarz
  - Marta Szczygielska, polsko-belgijska siatkarka
  - Trixi Worrack, niemiecka kolarka szosowa, torowa i przełajowa
- 1982:
  - Abhinav Bindra, indyjski strzelec sportowy
  - Ray Emery, kanadyjski hokeista (zm. 2018)
  - Tomohiro Katō, japoński seryjny morderca (zm. 2022)
  - Robert Maciaszek, polski prawnik, polityk, samorządowiec, poseł na Sejm RP, burmistrz Chrzanowa
  - Emeka Okafor, amerykański koszykarz pochodzenia nigeryjskiego
- 1983:
  - Richard Henyekane, południowoafrykański piłkarz (zm. 2015)
  - Michael Kraus, niemiecki piłkarz ręczny
  - David Verdaguer, hiszpański aktor
  - Michał Winiarski, polski siatkarz
  - Sarah Wright, amerykańska aktorka
- 1984:
  - Alex Bruce, angielski piłkarz
  - Steven Adams, ghański piłkarz, bramkarz
  - Simonas Gentvilas, litewski polityk
  - Atli Guðnason, islandzki piłkarz
  - Petr Hladík, czeski polityk, informatyk, samorządowiec, polityk
  - Martin Latka, czeski piłkarz
  - Cheryl Maas, holenderska snowboardzistka
  - Luke Pomersbach, australijski krykiecista
  - René Schicker, austriacki piłkarz
  - Melody Thornton, amerykańska tancerka, piosenkarka
  - Mathieu Valbuena, francuski piłkarz
  - Ryan Zimmerman, amerykański baseballista
- 1985:
  - Luke Chambers, angielski piłkarz
  - Žarko Čomagić, serbski koszykarz
  - Frankie Gavin, brytyjski bokser
  - James Perch, angielski piłkarz
  - Jana Uskowa, rosyjska piłkarka ręczna
- 1986:
  - Renato Arapi, albański piłkarz
  - Marta Dzióbek, polska łyżwiarka figurowa
  - Andrés Guardado, meksykański piłkarz
  - Akiko Ino, japońska siatkarka
  - Anna Wojna, polska lekkoatletka, biegaczka długodystansowa
- 1987:
  - Terence Crawford, amerykański bokser
  - Filip Đorđević, serbski piłkarz
  - Hilary Duff, amerykańska piosenkarka, aktorka
  - Filip Flisar, słoweński narciarz dowolny
  - Justyna Łunkiewicz, polska siatkarka
  - Jarosław Margielski, polski inżynier, samorządowiec, prezydent Otwocka
  - Sílvio Manuel Pereira, portugalski piłkarz
  - Alex Winston, amerykańska piosenkarka, multiinstrumentalistka, autorka tekstów
- 1988:
  - Marin Čilić, chorwacki tenisista
  - Esmée Denters, holenderska piosenkarka
  - Martina Grimaldi, włoska pływaczka długodystansowa
  - Irena Pavlovic, francuska tenisistka pochodzenia serbskiego
- 1989:
  - Arty, rosyjski didżej, producent muzyczny
  - Çağla Büyükakçay, turecka tenisistka
  - Piotr Czerkawski, polski krytyk filmowy i dziennikarz
  - Mireła Demirewa, bułgarska lekkoatletka, skoczkini wzwyż
  - Raphael Holzdeppe, niemiecki lekkoatleta, tyczkarz
  - Darius Johnson-Odom, amerykański koszykarz
  - Ri Sŏl Ju, północnokoreańska pierwsza dama
  - David Simbo, sierraleoński piłkarz
- 1990:
  - David Accam, ghański piłkarz
  - Evan Dunfee, kanadyjski lekkoatleta, chodziarz
  - Kirsten Prout, kanadyjska aktorka
  - Zhu Qianwei, chińska pływaczka
- 1991:
  - Pamela Dutkiewicz, niemiecka lekkoatletka, sprinterka pochodzenia polskiego
  - Jang Hyun-soo, południowokoreański piłkarz
  - Eddie Rosario, portorykański baseballista
- 1992:
  - Skye McCole Bartusiak, amerykańska aktorka (zm. 2014)
  - Adeline Baud-Mugnier, francuska narciarka alpejska
  - Khem Birch, kanadyjski koszykarz
  - Keir Gilchrist, kanadyjski aktor
  - Paula Ormaechea, argentyńska tenisistka
  - Luis Alberto Romero, hiszpański piłkarz
  - Kōko Tsurumi, japońska gimnastyczka
- 1993:
  - Paulo Enrique Alves, brazylijski lekkoatleta, oszczepnik
  - Iakobi Kadżaia, gruziński zapaśnik
  - Stelios Kitsiu, grecki piłkarz
  - Jodie Williams, brytyjska lekkoatletka, sprinterka
- 1994:
  - Bartłomiej Bołądź, polski siatkarz
  - Simon Hald Jensen, duński piłkarz ręczny
  - Kim Tae-yun, południowokoreański łyżwiarz szybki
  - Corinne Suter, szwajcarska narciarka alpejska
- 1995:
  - Ahmad Ersan, jordański piłkarz
  - Juan Hernangómez, hiszpański koszykarz
  - Caleb Martin, amerykański koszykarz
  - Cody Martin, amerykański koszykarz
  - Sergio Peña, peruwiański piłkarz
- 1996:
  - Louisa Grauvogel, niemiecka lekkoatletka, wieloboistka
  - Teaira McCowan, amerykańska koszykarka
  - Joel Pereira, portugalski piłkarz
  - Josh Sharma, amerykański koszykarz
- 1997:
  - Xaver Schlager, austriacki piłkarz
  - Adam Stachowiak, polski piosenkarz, kompozytor, pianista, autor tekstów
- 1998:
  - Răzvan Arnăut, rumuński zapaśnik
  - Alessandro Covi, włoski kolarz szosowy
  - Milica Gardašević, serbska lekkoatletka, skoczkini w dal
  - Aleksandra Goriaczkina, rosyjska szachistka
  - Carlos Heredia, dominikański piłkarz
  - Panna Udvardy, węgierska tenisistka
  - Evina Westbrook, amerykańska koszykarka
- 1999:
  - Kayla Day, amerykańska tenisistka
  - Maduka Okoye, nigeryjski piłkarz, bramkarz
- 2000:
  - Amir Mohammad Jazdani, irański zapaśnik
  - Frankie Jonas, amerykański aktor, piosenkarz
  - Remigiusz Kapica, polski siatkarz
  - Tyrell Terry, amerykański koszykarz
- 2001:
  - Mateusz Bezwiński, polski hokeista
  - Jahaziel Marchand, meksykański piłkarz
- 2002:
  - Mykolas Alekna, litewski lekkoatleta, dyskobol
  - Denis Karjagin, bułgarski siatkarz
  - Béni Makouana, kongijski piłkarz
- 2004 – Isack Hadjar, francuski kierowca wyścigowy
- 2005:
  - Laura Bernat, polska pływaczka
  - Gabriel Moscardo, brazylijski piłkarz
- 2006:
  - Karol Borys, polski piłkarz
  - James Scanlon, gibraltarski piłkarz
- 2007 – Nik Bergant Smerajc, słoweński skoczek narciarski

## Zmarli
- 48 p.n.e. – Gnejusz Pompejusz Magnus, rzymski wódz, polityk (ur. 106 p.n.e.)
- 235 – Poncjan, papież, święty (ur. ?)
- 935 – Wacław I Święty, książę Czech (ur. ok. 907)
- 1057 – Otton ze Schweinfurtu, książę Szwabii (ur. ok. 1000)
- 1168 – Konrad Babenberg, austriacki duchowny katolicki, biskup Pasawy, arcybiskup Salzburga (ur. ok. 1115)
- 1197 – Henryk VI Hohenstauf, król Niemiec, cesarz rzymsko-niemiecki (ur. 1165)
- 1237 – Jean d’Abbeville, francuski duchowny katolicki, arcybiskup Besançon, kardynał, teolog, legat papieski (ur. 1180)
- 1304 – Elżbieta Bolesławówna, księżna legnicko-wrocławska (ur. 1261–63)
- 1330 – Elżbieta Przemyślidka, królowa czeska, tytularna królowa Polski 1292)
- 1410 – Jan Sokół z Lamberka, czeski feudał, morawski rycerz (ur. ok. 1355)
- 1411 – Zbyněk Zajíc z Hasenburka, czeski duchowny katolicki, arcybiskup metropolita praski (ur. 1376)
- 1429 – Cymbarka, księżniczka mazowiecka (ur. 1394–97)
- 1433 – Przemek I, książę opawski (ur. ok. 1365)
- 1473 – (między 24 a 28 września) Piotr z Szamotuł, polski szlachcic, dowódca wojskowy, polityk (ur. ok. 1415)
- 1494 – Bernardyn z Feltre, włoski franciszkanin, błogosławiony (ur. 1431)
- 1582:
  - George Buchanan, szkocki humanista, historyk, poeta, satyryk (ur. 1506)
  - Jan Sas, hospodar Mołdawii (ur. ?)
- 1617 – Gabriel Tęczyński, polski szlachcic, polityk (ur. 1574/75)
- 1618 – Josuah Sylvester, angielski poeta, tłumacz (ur. 1563)
- 1652 – Jan Asselijn, holenderski malarz (ur. ok. 1610)
- 1657 – Emilia Antwerpiana Orańska, księżniczka Oranii, księżna Palatynatu-Zweibrücken-Landsberg (ur. 1581)
- 1663:
  - Jakym Somko, hetman nakaźny Lewobrzeżnej Ukrainy (ur. ?)
  - Wasyl Zołotarenko, kozacki pułkownik (ur. ?)
- 1670 – Dominicus Germanus de Silesia, niemiecki franciszkanin, podróżnik, odkrywca, arabista (ur. 1588)
- 1687 – François Turretin, szwajcarski teolog kalwiński (ur. 1623)
- 1691 – Johannes Fatio, szwajcarski lekarz, chirurg (ur. 1649)
- 1734 – Caspar van Citters, holenderski polityk, wielki pensjonariusz Zelandii (ur. 1674)
- 1738 – José Pereira de Lacerda, portugalski duchowny katolicki, biskup Faro, kardynał (ur. 1662)
- 1742 – Jean-Baptiste Massillon, francuski duchowny katolicki, biskup Clermont (ur. 1663)
- 1744 – Teresa Felicja Burbon, francuska księżniczka (ur. 1736)
- 1749 – Georg Christoph Grooth, niemiecki malarz portrecista (ur. 1716)
- 1760 – Florian Łubieński, polski szlachcic, polityk (ur. 1705)
- 1781 – William Nassau de Zuylestein, brytyjski dyplomata, polityk pochodzenia holenderskiego (ur. 1717)
- 1790 – Miklós József Esterházy, węgierski arystokrata, mecenas sztuki (ur. 1714)
- 1803 – Kacper Meciszewski, polski pułkownik, prawnik, dramatopisarz (ur. 1763)
- 1810 – John Archer, amerykański polityk (ur. 1741)
- 1816 – Edward Charles Howard, brytyjski chemik (ur. 1774)
- 1824 – August Kicki, polski szlachcic, polityk, dyplomata (ur. 1754)
- 1837 – Akbar Szah II, cesarz Imperium Wielkich Mogołów w Indiach (ur. 1760)
- 1839 – William Dunlap, amerykański dramatopisarz, aktor, producent i menedżer teatralny (ur. 1766)
- 1844:
  - George Henry FitzRoy, brytyjski arystokrata, polityk (ur. 1760)
  - Piotr Tołstoj, rosyjski hrabia, feldmarszałek (ur. 1769)
- 1851 – Wilhelm Hohenzollern, pruski książę, generał (ur. 1783)
- 1852 – Jan Fryderyk Wilhelm Malcz, polski lekarz, uczestnik powstania listopadowego pochodzenia niemieckiego (ur. 1795)
- 1854 – Aniela Marianna Bogusławska, polska aktorka (ur. 1801)
- 1857 – Gabriel Siemoński, polski major (ur. 1787)
- 1859:
  - Carl Ritter, niemiecki geograf (ur. 1779)
  - Karl Johann Philipp Spitta, niemiecki teolog ewangelicki, poeta (ur. 1801)
- 1872 – Richard Hill, jamajski zoolog, botanik, ornitolog, polityk (ur. 1795)
- 1873 – Émile Gaboriau, francuski pisarz, dziennikarz (ur. 1832)
- 1878 – Bernard Lesman, polski księgarz, wydawca, nauczyciel pochodzenia żydowskiego (ur. 1815)
- 1879 – Karl Friedrich Mohr, niemiecki farmaceuta, chemik (ur. 1806)
- 1891 – Herman Melville, amerykański prozaik, poeta, eseista (ur. 1819)
- 1895:
  - Gustaw Ehrenberg, polski poeta, działacz społeczny (ur. 1818)
  - Louis Pasteur, francuski chemik, mikrobiolog, wykładowca akademicki (ur. 1822)
- 1897 – Karol Majewski, polski polityk, działacz niepodległościowy (ur. 1833)
- 1898 – Tan Sitong, chiński publicysta, poeta, prozaik, filozof, antymandżurski rewolucjonista (ur. 1865)
- 1899 – Giovanni Segantini, włoski malarz (ur. 1858)
- 1900:
  - Gustav Gyula Geyer, węgierski przyrodnik, nauczyciel (ur. 1828)
  - Stefan Stefanowicz, austriacki polityk pochodzenia polsko-ormiańskiego (ur. 1853)
- 1902 – Ion Ivanovici, rumuński kompozytor (ur. 1845)
- 1903 – Henry Demarest Lloyd, amerykański dziennikarz, publicysta (ur. 1847)
- 1907 – Fryderyk I, wielki książę Badenii (ur. 1826)
- 1910 – Fulgence Raymond, francuski neurolog, wykładowca akademicki (ur. 1844)
- 1911 – Bernard Redwood, brytyjski motorowodniak (ur. 1874)
- 1913 – Alfred East, brytyjski malarz (ur. 1844)
- 1914:
  - Þorsteinn Erlingsson, islandzki poeta (ur. 1858)
  - Stevan Stojanović Mokranjac, serbski kompozytor, dyrygent, wiolonczelista, pedagog (ur. 1856)
- 1915:
  - Tadeusz Pawlikowski, polski reżyser teatralny, dyrektor teatrów (ur. 1861)
  - Hajime Saitō, japoński samuraj (ur. 1844)
- 1917:
  - Fritz Frech, francuski geolog, wykładowca akademicki (ur. 1861)
  - Thomas Ernest Hulme, brytyjski filozof, eseista, poeta, tłumacz (ur. 1883)
  - Kurt Wissemann, niemiecki pilot wojskowy, as myśliwski (ur. 1893)
- 1918:
  - Andra Nikolić, serbski prawnik, pisarz, publicysta, polityk (ur. 1853)
  - Georg Simmel, niemiecki socjolog, filozof, teoteryk kultury, wykładowca akademicki pochodzenia żydowskiego (ur. 1858)
- 1920 – Ryu Gwansun, koreańska działaczka niepodległościowa (ur. 1902)
- 1921:
  - Ludwig Forrer, szwajcarski polityk, prezydent Szwajcarii (ur. 1845)
  - Oskar Panizza, niemiecki psychiatra, prozaik, poeta, dramaturg, eseista, wydawca pochodzenia włoskiego (ur. 1853)
- 1922:
  - Andrejs Jurjāns, łotewski kompozytor, badacz folkloru (ur. 1856)
  - William Joseph Seymour, amerykański kaznodzieja, ewangelista (ur. 1870)
- 1924 – Klara Czop-Umlauf, polska pianistka, akompaniatorka, kameralistka, pedagog (ur. 1872)
- 1925:
  - Nażmutdin Gocinski, dagestański działacz narodowy i bojownik narodowowyzwoleńczy, polityk, członek rządu Republiki Górskiej Północnego Kaukazu, imam Północnego Kaukazu, przywódca powstań antysowieckich (ur. 1859)
  - Władysław Leon Grzędzielski, polski prawnik, polityk, minister aprowizacji (ur. 1864)
- 1926:
  - Helen Allingham, brytyjska akwarelistka, ilustratorka (ur. 1848)
  - Szymon Kalisz, polski rabin (ur. 1857)
- 1928 – Pierre Puiseux, francuski astronom (ur. 1855)
- 1930 – Leopold Wittelsbach, bawarski książę, feldmarszałek (ur. 1846)
- 1932:
  - Ozer Finkelsztajn, litewski adwokat, polityk pochodzenia żydowskiego (ur. 1863)
  - Stefan Golcz, polski przedsiębiorca, działacz społeczny i kulturalny (ur. 1865)
  - Emil Orlík, czeski malarz, grafik, fotograf, scenograf, rękodzielnik (ur. 1870)
- 1933 – Alexander von Krobatin, austriacki feldmarszałek, polityk (ur. 1849)
- 1935 – Franciszek Horodyski, polski malarz portrecista (ur. 1871)
- 1936:
  - Amalia Abad Casasempere, hiszpańska działaczka Akcji Katolickiej, męczennica, błogosławiona (ur. 1897)
  - Witold Butler, polski pułkownik saperów (ur. 1889)
  - William Sims, amerykański admirał (ur. 1858)
  - Józef Tarrats Comaposada, hiszpański jezuita, męczennik, błogosławiony (ur. 1878)
- 1937:
  - Siergiej Mieżeninow, radziecki komkor (ur. 1890)
  - William Peel, brytyjski. arystokrata, polityk (ur. 1867)
  - Timofiej Sapronow, radziecki polityk (ur. 1887)
  - Władimir Zazubrin, radziecki dziennikarz, pisarz (ur. 1895)
- 1939:
  - Samuel Dickstein, polski matematyk, historyk sztuki, wykładowca akademicki pochodzenia żydowskiego (ur. 1851)
  - Ludwik Hickiewicz, polski pułkownik saperów inżynier (ur. 1876)
  - Stanisław Królicki, polski pułkownik kawalerii (ur. 1893)
  - Aleksander Leszczyński, polski handlowiec, menedżer żeglugowy (ur. 1894)
  - Tadeusz Mayzner, polski kompozytor, dyrygent, pedagog (ur. 1892)
  - Janusz Staszewski, polski historyk, archiwista (ur. 1903)
  - Halina Szmolcówna, polska tancerka, aktorka (ur. 1892)
  - Felicjan Szopski, polski kompozytor, krytyk i pedagog muzyczny (ur. 1865)
- 1941:
  - Józef Chmieliński, polski aktor (ur. 1862)
  - Pauli Pitkänen, fiński biegacz narciarski (ur. 1911)
  - Hugo Vojta, czeski generał (ur. 1885)
- 1942 – Zosia Poznańska, żydowska członkini radzieckiej siatki szpiegowskiej (ur. 1906)
- 1943:
  - Alim Bajsułtanow, radziecki pilot wojskowy, as myśliwski (ur. 1919)
  - Juan José Maíztegui Besoitaiturria, hiszpański duchowny katolicki, arcybiskup metropolita Panamy (ur. 1878)
  - Maciej Szukiewicz, polski poeta, prozaik, dramaturg, krytyk teatralny, tłumacz, historyk sztuki (ur. 1870)
- 1944:
  - Tadeusz Bartoszek, polski lekarz, żołnierz AK (ur. 1896)
  - Josef Bürckel, niemiecki polityk nazistowski (ur. 1895)
  - Maria Kaupe, polska śpiewaczka (ur. 1907)
  - Eduard Robert Michelson, estoński psychiatra (ur. 1861)
- 1946 – Jooseppi Julius Mikkola, fiński językoznawca, slawista, badacz m.in. języka Słowińców (ur. 1866)
- 1948:
  - Hermann Pister, niemiecki SS-Oberführer, zbrodniarz wojenny (ur. 1885)
  - Josef Friedrich Schmidt, niemiecki przedsiębiorca (ur. 1871)
- 1951 – Carl Albert Andersen, norweski gimnastyk, lekkoatleta, skoczek wzwyż i tyczkarz (ur. 1876)
- 1953:
  - Edwin Hubble, amerykański astronom (ur. 1889)
  - Dan McCarty, amerykański polityk (ur. 1912)
- 1954:
  - Henri Luyten, belgijski kolarz szosowy i torowy (ur. 1873)
  - Bert Lytell, amerykański aktor (ur. 1885)
  - Pat McCarran, amerykański polityk (ur. 1876)
- 1956:
  - William Edward Boeing, amerykański konstruktor lotniczy, pilot, przemysłowiec (ur. 1881)
  - Ostap Wysznia, ukraiński pisarz, satyryk (ur. 1889)
- 1958:
  - Eduardo Blanco, argentyński piłkarz (ur. 1897)
  - Stanisław Kozicki, polski dyplomata, polityk, senator RP (ur. 1876)
- 1959:
  - Rudolf Caracciola, niemiecki kierowca wyścigowy pochodzenia włoskiego (ur. 1901)
  - Oscar Griswold, amerykański generał porucznik (ur. 1886)
  - Józef Kotlarczyk, polski piłkarz (ur. 1907)
  - Vincent Richards, amerykański tenisista (ur. 1903)
- 1961:
  - Ján Oružinský, słowacki taternik, alpinista (ur. 1895)
  - Jan Kanty Zamoyski, polski hrabia (ur. 1900)
- 1963 – Rosa Raisa, polsko-rosyjska śpiewaczka operowa (sopran) pochodzenia żydowskiego (ur. 1893)
- 1964:
  - Henri Grégoire, belgijski bizantynolog, filolog, historyk (ur. 1881)
  - Harpo Marx, amerykański aktor (ur. 1888)
  - Michaił Swietłow, rosyjski poeta, dramaturg (ur. 1903)
- 1965:
  - Zbigniew Przeradzki, polski aktor, reżyser teatralny (ur. 1907)
  - Sándor Rónai, węgierski działacz komunistyczny, polityk (ur. 1892)
- 1966 – André Breton, francuski prozaik, poeta, eseista, krytyk sztuki, teoretyk surrealizmu (ur. 1896)
- 1967:
  - William Gordon Claxton, kanadyjski pilot wojskowy, as myśliwski (ur. 1899)
  - Leon Surzyński, polski lekarz, polityk, poseł na Sejm RP, działacz emigracyjny (ur. 1891)
- 1968 – Norman Brookes, australijski tenisista (ur. 1877)
- 1969:
  - Kimon Georgiew, bułgarski wojskowy, polityk, premier Bułgarii (ur. 1882)
  - Jan Hołyński, polski przemysłowiec, polityk, poseł na Sejm RP (ur. 1890)
- 1970:
  - John Dos Passos, amerykański pisarz, dziennikarz pochodzenia portugalskiego (ur. 1896)
  - Mahmud al-Muntasir, libijski polityk, premier Libii (ur. 1903)
  - Gamal Abdel Naser, egipski wojskowy, polityk, prezydent Egiptu (ur. 1918)
  - Iwan Wasiljew, radziecki polityk (ur. 1909)
- 1972 – Władysław Langner, polski generał brygady (ur. 1896)
- 1973:
  - Aron Cajtlin, polski poeta, dramaturg, tłumacz, krytyk literacki pochodzenia żydowskiego (ur. 1898)
  - Norma Crane, amerykańska aktorka (ur. 1928)
- 1974 – Arnold Fanck, niemiecki reżyser, scenarzysta i producent filmowy (ur. 1889)
- 1975:
  - Lucjan Bernacki, polski duchowny katolicki, biskup pomocniczy gnieźnieński (ur. 1902)
  - Ryszard Potocki, polski scenograf (ur. 1915)
- 1976 – Raymond Collishaw, kanadyjski pilot wojskowy, as myśliwski (ur. 1893)
- 1977:
  - Witold Chromiński, polski fotograf, pisarz, podróżnik (ur. 1913)
  - Wiera Orłowa, rosyjska aktorka (ur. 1894)
- 1978:
  - Zygmunt Buhl, polski lekkoatleta, sprinter, działacz sportowy (ur. 1927)
  - Jan Paweł I, papież (ur. 1912)
  - Neil Johnston, amerykański koszykarz (ur. 1929)
  - August Sabbe, estoński partyzant antykomunistyczny (ur. 1909)
- 1979:
  - Bohdan Guerquin, polski architekt (ur. 1904)
  - Kazimierz Kwaśniewicz, polski major artylerii (ur. 1899)
- 1980:
  - Shirley Goldfarb, amerykańska malarka (ur. 1925)
  - Arje Szeftel, izraelski polityk (ur. 1905)
- 1981:
  - Rómulo Betancourt, wenezuelski prawnik, polityk, prezydent Wenezueli (ur. 1908)
  - Edward Boyle, brytyjski arystokrata, polityk (ur. 1923)
  - Jakow Pawłow, radziecki wojskowy, polityk (ur. 1917)
- 1982 – Rudolf Brock, niemiecki pisarz, autor literatury dziecięcej i młodzieżowej (ur. 1916)
- 1983:
  - Marian Rechowicz, polski duchowny katolicki, administrator apostolski archidiecezji lwowskiej z siedzibą w Lubaczowie (ur. 1910)
  - Ko Willems, holenderski kolarz szosowy i torowy (ur. 1900)
- 1984 – Marian Jurecki, polski pułkownik dyplomowany artylerii (ur. 1896)
- 1985 – André Kertész, węgierski fotograf, dziennikarz pochodzenia żydowskiego (ur. 1894)
- 1986:
  - Ilija Kaszew, bułgarski generał porucznik, polityk (ur. 1922)
  - Ewa Szelburg-Zarembina, polska pisarka, poetka, dramaturg, autorka literatury dziecięcej i młodzieżowej (ur. 1899)
- 1987:
  - Roman Brandstaetter, polski prozaik, dramaturg, poeta, tłumacz, biblioznawca pochodzenia żydowskiego (ur. 1906)
  - Ray J. Madden, amerykański prawnik, polityk (ur. 1892)
  - Rachel Takserman-Krozer, ukraińska fizyk teoretyk, reolog, wykładowczyni akademicka pochodzenia żydowskiego (ur. 1921)
- 1988:
  - Władimir Masłow, radziecki admirał, polityk (ur. 1925)
  - Włodzimierz Wrona, polski matematyk, wykładowca akademicki (ur. 1912)
  - Zbigniew Żyszkowski, polski inżynier elektroakustyk, wykładowca akademicki (ur. 1910)
- 1989:
  - Gerardo Castañeda, gwatemalski strzelec sportowy (ur. 1925)
  - Ferdinand Marcos, filipiński polityk, prezydent Filipin (ur. 1917)
- 1990:
  - Larry O’Brien, amerykański polityk, działacz sportowy pochodzenia irlandzkiego (ur. 1917)
  - Willy Schröder, niemiecki lekkoatleta, dyskobol (ur. 1912)
- 1991:
  - Miles Davis, amerykański trębacz i kompozytor jazzowy (ur. 1926)
  - Dilgo Khyentse Rinpocze, tybetański duchowny buddyjski, poeta (ur. 1910)
  - Ludmiła Stehnova, polska rzeźbiarka, rysowniczka (ur. 1924)
- 1992:
  - Jan Bosman, holenderski judoka (ur. 1945)
  - William Douglas-Home, brytyjski arystokrata, prozaik, dramaturg (ur. 1912)
  - Czesław Grudziński, polski kompozytor, pedagog (ur. 1911)
  - Hu Qiaomu, chiński polityk komunistyczny (ur. 1912)
- 1993:
  - Edward Kisiel, polski duchowny katolicki, arcybiskup metropolita białostocki (ur. 1918)
  - Dumitru Pavlovici, rumuński piłkarz, bramkarz (ur. 1912)
  - Jerzy Śliwa, polski aktor (ur. 1909)
- 1994 – Nikołaj Tarasow, radziecki dyplomata (ur. 1923)
- 1995 – Henryk Dudziński, polski aktor (ur. 1923)
- 1996 – Marian Naszkowski, polski generał brygady, dyplomata (ur. 1912)
- 1997:
  - Bogdan Blindow, polski muzyk, animator kultury (ur. 1944)
  - Ho Feng-Shan, chiński dyplomata, Sprawiedliwy wśród Narodów Świata (ur. 1901)
- 1998 – Ze’ew Cur, izraelski inżynier, polityk (ur. 1911)
- 1999 – Marek Galiński, polski zapaśnik (ur. 1951)
- 2000 – Pierre Trudeau, kanadyjski polityk, premier Kanady (ur. 1919)
- 2001 – Isao Inokuma, japoński judoka (ur. 1938)
- 2002:
  - Mirosław Piotrowski, polski grafik, pedagog (ur. 1942)
  - Patsy Takemoto Mink, amerykańska polityk pochodzenia japońskiego (ur. 1927)
- 2003:
  - Yūkichi Chūganji, japoński superstulatek (ur. 1889)
  - Althea Gibson, amerykańska tenisistka (ur. 1927)
  - Elia Kazan, amerykański pisarz, reżyser filmowy i teatralny pochodzenia greckiego (ur. 1909)
  - Tadeusz Zieliński, polski prawnik, polityk, rzecznik praw obywatelskich, minister pracy i polityki socjalnej (ur. 1926)
- 2004:
  - Mulk Raj Anand, indyjski pisarz (ur. 1905)
  - Carl Berntsen, duński żeglarz sportowy (ur. 1913)
  - Christl Cranz, niemiecka narciarka alpejska (ur. 1914)
  - Werner Goldberg, niemiecki wojskowy pochodzenia żydowskiego (ur. 1919)
  - Wiktor Rozow, rosyjski dramaturg, scenarzysta filmowy (ur. 1913)
- 2007:
  - Andrzej Bieniasz, polski aktor (ur. 1948)
  - Charles B. Griffith, amerykański aktor, scenarzysta, reżyser filmowy (ur. 1930)
  - Evelyn Knight, amerykańska piosenkarka (ur. 1917)
  - Adam Kozłowiecki, polski duchowny katolicki, misjonarz, arcybiskup Lusaki, kardynał (ur. 1911)
  - Martin Manulis, amerykański producent filmowy (ur. 1915)
- 2008:
  - Andrzej Badeński, polski lekkoatleta, sprinter (ur. 1943)
  - Adolf Branald, czeski pisarz (ur. 1910)
- 2009:
  - Guillermo Endara, panamski polityk, prezydent Panamy (ur. 1936)
  - Daniel Martín, hiszpański aktor (ur. 1935)
  - Best Ogedegbe, nigeryjski piłkarz, bramkarz (ur. 1954)
- 2010:
  - Arthur Penn, amerykański reżyser filmowy (ur. 1922)
  - Józef Rubiś, polski biegacz narciarski, biathlonista (ur. 1931)
  - Tadeusz Zagajewski, polski inżynier elektryk (ur. 1912)
- 2011:
  - Jaroslav Juhan, gwatemalski kierowca wyścigowy pochodzenia czeskiego (ur. 1921)
  - Jewhen Kaczałowski, radziecki polityk (ur. 1926)
  - Claude Roy Kirk, amerykański polityk (ur. 1926)
- 2012:
  - Gieorgij Murawlow, rosyjski pianista (ur. 1927)
  - Stanisław Waśkiewicz, polski lekkoatleta, średniodystansowiec (ur. 1947)
- 2013 – Mário Celso de Abreu, brazylijski trener piłkarski (ur. 1925)
- 2014:
  - Dannie Abse, brytyjski pisarz (ur. 1923)
  - Ieke van den Burg, holenderska polityk, eurodeputowana (ur. 1952)
  - Mikołaj (Corneanu), rumuński biskup prawosławny, metropolita Banatu (ur. 1923)
  - Maria Krzyszkowska, polska tancerka (ur. 1927)
  - Petr Skoumal, czeski kompozytor muzyki filmowej (ur. 1938)
- 2015 – Ignacio Zoco, hiszpański piłkarz (ur. 1939)
- 2016:
  - Werner Friese, niemiecki piłkarz (ur. 1946)
  - Eugeniusz Majchrzak, polski muzyk, kompozytor, aranżer, dyrygent, kierownik muzyczny (ur. 1944)
  - Agnes Nixon, amerykańska scenarzystka, producentka telewizyjna (ur. 1922)
  - Szimon Peres, izraelski polityk, premier i prezydent Izraela, laureat Pokojowej Nagrody Nobla (ur. 1923)
- 2017:
  - Balys Gajauskas, litewski dysydent, polityk (ur. 1926)
  - Željko Perušić, chorwacki piłkarz (ur. 1936)
  - Sławomir Rosłon, polski trener lekkoatletyki (ur. 1951)
  - Jürgen Roth, niemiecki dziennikarz śledczy, publicysta, reportażysta (ur. 1945)
  - Vann Molyvann, khmerski architekt (ur. 1926)
- 2018:
  - Tamaz Cziladze, gruziński pisarz (ur. 1931)
  - Barnabas Sibusiso Dlamini, suazyjski polityk, premier Suazi (ur. 1942)
  - Celso José Pinto da Silva, brazylijski duchowny katolicki, arcybiskup metropolita Teresiny (ur. 1933)
  - Danuta Rossman, polska publicystka, żołnierz AK, uczestniczka powstania warszawskiego (ur. 1922)
  - Juris Silovs, łotewski lekkoatleta, sprinter (ur. 1950)
- 2019:
  - Franco Cuter, brazylijski duchowny katolicki, biskup Grajaú (ur. 1940)
  - José José, meksykański piosenkarz, aktor (ur. 1948)
  - Jan Kobuszewski, polski aktor, artysta kabaretowy (ur. 1934)
  - Tuanku Ismail Petra, malezyjski arystokrata, sułtan stanu Kelantan (ur. 1949)
- 2020:
  - Jan Bógdoł, polski aktor (ur. 1930)
  - Frédéric Devreese, belgijski dyrygent, kompozytor muzyki filmowej (ur. 1929)
- 2021:
  - Piotr Bratkowski, polski pisarz, krytyk literacki, dziennikarz, felietonista, publicysta (ur. 1955)
  - Elżbieta Ryl-Górska, polska śpiewaczka operetkowa (ur. 1933)
  - Michael Tylo, amerykański aktor (ur. 1948)
- 2022:
  - Coolio, amerykański raper (ur. 1963)
  - Roman Czyżycki, polski urzędnik państwowy, dyplomata (ur. 1932)
  - Hilton Deakin, australijski duchowny katolicki, biskup pomocniczy Melbourne (ur. 1932)
  - Edward Harasim, polski polityk, poseł na Sejm PRL (ur. 1936)
  - Arnold Parsons, brytyjski zapaśnik (ur. 1926)
  - Jan Styrna, polski duchowny katolicki, biskup pomocniczy tarnowski, biskup elbląski (ur. 1941)
  - Wasyl Tacij, ukraiński prawnik, wykładowca akademicki, polityk (ur. 1940)
  - Ganimet Simixhiu Vendresha, albańska tancerka baletowa (ur. 1934)
- 2023:
  - Stephen Ackles, norweski piosenkarz, pianista, autor tekstów (ur. 1966)
  - Ion Druță, mołdawski prozaik, dramaturg, eseista, publicysta (ur. 1928)
- 2024:
  - Hugo Barrantes Ureña, kostarykański duchowny katolicki, arcybiskup San José (ur. 1936)
  - Drake Hogestyn, amerykański aktor (ur. 1953)
  - Kris Kristofferson, amerykański piosenkarz country, aktor (ur. 1936)
  - Alexandre do Nascimento, angolski duchowny katolicki, arcybiskup metropolita Lubango i Luandy, kardynał (ur. 1925)
  - Józef Stolorz, polski malarz (ur. 1950)
  - Jacques Teugels, belgijski piłkarz (ur. 1946)